# Robert Pickton
Robert William Pickton (Port Coquitlam, Brit Columbia, 1949. október 24. – Québec, Québec, 2024. május 31.) kanadai sorozatgyilkos és egykori sertéstenyésztő. Feltehetően a legtöbb áldozatot szedő sorozatgyilkos Kanada történelmében.
1995 és 2001 között gyaníthatóan 26 nőt ölt meg, köztük prostituáltakat. Ő maga ugyanakkor 49 gyilkosságot vallott be egy nyomozónak (aki a cellatársának adta ki magát), állítása szerint célja az 50 volt, amit "saját hanyagsága okán" nem ért el. 2007-ben hat rendbeli gyilkosságért ítélték el, a kiszabható legsúlyosabb büntetést, életfogytiglani börtönt kapott, 25 évnél hamarabb feltételesen sem szabadulhatott volna.
2024. május 19-én egy másik rab, Martin Charest fejen szúrta Picktont. 12 nappal kórházba szállítását követően, május 31-én belehalt sérüléseibe.

## Fiatalkora
Leonard Pickton (1896–1978) és Louise Pickton (1912–1979) sertéstenyésztők gyermekeként született a Vancouvertől 27 kilométerre keletre található Port Coquitlam városában. Két testvére közül nővérét szülei Vancouverbe küldték rokonokhoz, Robert és öccse, David Francis Pickton pedig már fiatalon munkába álltak szüleik farmján. Pickton szülei közül anyjához állt közelebb, aki viszont sokkal inkább az állatok jólétével törődött, mint gyermekeiével, a fiúknak sokszor koszos ruhákban kellett iskolába járniuk, amiért gúnyolták őket iskolatársaik. Pickton meglehetősen rossz tanuló volt, speciális osztályba került, de így is megbukott a második évfolyamon. Erőszakos természetű apjával nem sokat érintkezett. 12 évesen háziállataként gondozni kezdett egy borjút, amelyet később az istállóban talált meg leölve, amely élmény komoly sokkot jelentett számára.
1963-ban, 14 évesen abbahagyta az iskolát, és hentesnek állt, ezt a munkát 1970-ben hagyta ott, hogy teljes időben a családi farmon dolgozzon. 1978-ban és 1979-ben mindkét szülője meghalt, a három testvér pedig megörökölte a birtokot, amelyet Robert ezután egymaga vezetett. Egy munkás meglehetősen ijesztő helynek írta le a farmot, Picktont pedig zárkózott, szokatlan viselkedésű egyénnek. 1992-ben öccse, David szexuális bűncselekmény miatt kapott 1000 dolláros bírságot és 30 nap próbaidőt.
A testvérpár idővel hanyagolni kezdte a farmot, nonprofit szervezetként regisztrálták, a helyet pedig egyfajta szórakozóhellyé alakították, ahol nagyszabású partikat tartottak a mészárszék átalakított épületében. Ezeken az eseményeken gyakran 2000 ember is részt vett, prostituáltak és a Hells Angels tagjai is látogatták őket. A hatóságok végül betiltották az összejöveteleket, a szervezetet pedig jogilag felszámolták.
1997. március 23-án egy Wendy Lynn Eistetter nevű prostituált elleni gyilkossági kísérlettel vádolták meg, miután egy veszekedést követően megbilincselte és többször megszúrta a nőt, aki súlyos sérülésekkel, de el tudott menekülni, miután maga is megsebezte Picktont. Később mindkettejüket ugyanabban a kórházban látták el, a bilincset a nő csuklójáról a Pickton zsebében talált kulcs segítségével távolították el. 2000 dolláros óvadék fejében végül az ügyet felfüggesztették, miután a nőt kábítószer-függősége miatt alkalmatlannak ítélték, hogy használható vallomást tegyen a férfi ellen.

## A gyilkosságok
Idővel gyanússá vált, hogy a farmot meglátogató nők nem kerülnek elő többé. A rendőrség több bejelentést is kapott nők eltűnéséről, valamint egy fülest arról, hogy a Pickton-farm fagyasztója emberi hússal van tele. 2002. február 6-án a hatóságok illegális lőfegyverek miatti házkutatást tartottak, amely során mindkét testvért letartóztatták, majd másodszor is átkutatták a birtokot, immáron az eltűnt nők utáni nyomozás részeként, amely során számos személyes holmit találtak. Picktonékat másnap elengedték, de Robertet a rendőrség megfigyelés alá helyezte.
Február 22-én újból letartóztatták, immáron két nő, Sereena Abotsway és Mona Wilson meggyilkolásáért. Az ezt követő időszakban sorra derült fény a gyilkosságokra: április 2-án három nő (Jacqueline McDonell, Dianne Rock és Heather Bottomley), április 9-én Andrea Joesbury, majd nem sokkal később Brenda Wolfe megölésével vádolták meg. Ezt követte szeptember 20-án további négy áldozat (Georgina Papin, Patricia Johnson, Helen Hallmark, Jennifer Furminger), majd október 3-án újabb négy (Heather Chinnock, Tanya Holyk, Sherry Irving, Inga Hall), végül 2005. május 26-án további tizenkettő: Cara Ellis, Andrea Borhaven, Debra Lynne Jones, Marnie Frey, Tiffany Drew, Kerry Koski, Sarah de Vries, Cynthia Feliks, Angela Jardine, Wendy Crawford, Diana Melnick, illetve egy névtelen ("Jane Doe") – Picktont összesen nem kevesebb, mint 27 rendbeli emberöléssel vádolták meg.
A hatóságok zár alá vonták a birtokot, melynek feltárása 2003 novemberéig tartott; a számítások szerint a nyomozás költsége 2003 végére elérte a 70 millió kanadai dollárt. (2015-re az ingatlant elkerítették, a farmon lévő épületeket egy istálló kivételével lebontották.) A törvényszéki vizsgálat során talajvizsgálókat és más professzionális felszereléseket is bevetettek, hogy emberi maradványokra bukkanjanak. A gyanú szerint Pickton áldozatai egy részét a sertésekkel etette meg, másokat pedig ledarálhatott, majd disznóhússal keverve eladhatott a piacon, ezért népegészségügyi riasztást adtak ki.
2003-ban lefolytattak egy korai vizsgálatot, melynek eredménye csak 2010-ben került nyilvánosságra. A rendőrség lefoglalta és átvizsgálta azokat a ruhákat és csizmát, melyeket Pickton 1997-ben, a Wendy Lynn Eistetter elleni gyilkossági kísérlet során viselt. A 2004-es laboratóriumi vizsgálat során a ruhákon megtalálták két nő, Andrea Borhaven és Cara Ellis DNS-mintáit.

## A tárgyalás
Pickton pere 2006. január 30-án kezdődött New Westminsterben. A férfi mind a 27 esetben ártatlannak vallotta magát a bíróság előtt. Miután indoklása szerint az összes gyilkosság egyben tárgyalása hatalmas terhet rótt volna az esküdtszékre, és két évig is elhúzódhatott volna, augusztus 9-én James Williams bíró a rendelkezésre álló bizonyítékok alapján két csoportra osztotta az egyes eseteket, és első körben hat nő (Frey, Abotsway, Papin, Joesbury, Wolfe, Wilson) megölésével vádolta meg Picktont. A fennmaradó 20 esetet később külön tárgyaláson akarták tárgyalni, de ezt végül 2010. augusztus 4-én felfüggesztették.
Az első tárgyalás időpontja eredetileg 2007. január 8-ra volt kitűzve, ezt később elhalasztották január 22-ére. Ezen a napon ismertették a nyilvánossággal a házkutatás során talált bizonyítékokat: többek között félbevágott koponyákat, bedarált kezeket és lábakat. Egy áldozat maradványait egy szemeteszsákba gyömöszölve, véres ruháit pedig Pickton lakókocsijában találták meg. Egy másik áldozat állcsontjának és fogainak egy részét Pickton vágóhídja mellett találták meg; továbbá előkerült egy .22-es kaliberű revolver és egy vibrátor is, amelyek tartalmazták mind az áldozat, mind Pickton DNS-ét. Az esküdtszéknek lejátszott videófelvételen Pickton azt állította, hogy a vibrátort rögtönzött hangtompítóként használta a fegyverére erősítve.
2007. december 9-én az esküdtszék meghozta az ítéletet: Picktont hat rendbeli gyilkosságban találták bűnösnek, amelyekért életfogytiglani börtönbüntetésre ítélték, ebből a hatályos kanadai törvények értelmében 25 évet kötelező volt letöltenie.

## Halála
Pickton a Port-Cartier Institution börtönben töltötte büntetését. 2024. május 19-én egy rabtársa, Martin Charest − akiről ismert volt, hogy többször bántalmazta rabtársait − egy törött seprűnyélhez hasonló fémtárggyal fejen döfte Picktont. A férfit helikopterrel kórházba szállították és létfenntartó készülékre helyezték, ám 12 nappal később, május 31-én belehalt sérüléseibe.

## Forrás
- https://murderpedia.org/male.P/p/pickton-robert.htm

## Fordítás
- Ez a szócikk részben vagy egészben  a   Robert Pickton című angol Wikipédia-szócikk fordításán alapul.  Az eredeti cikk szerkesztőit annak laptörténete sorolja fel. Ez a jelzés csupán a megfogalmazás eredetét és a szerzői jogokat jelzi, nem szolgál a cikkben szereplő információk forrásmegjelöléseként.